# Hottea micrantha
Hottea micrantha är en myrtenväxtart som beskrevs av Ignatz Urban och Erik Leonard Ekman. Hottea micrantha ingår i släktet Hottea och familjen myrtenväxter. Inga underarter finns listade i Catalogue of Life.